# خورشید به‌روشنی می‌درخشد
خورشید به روشنی می‌درخشد (به انگلیسی: The Sun Shines Bright) یک فیلم درام وسترن محصول سال ۱۹۵۳ میلادی به کارگردانی جان فورد است. این فیلم سینمایی بر پایه سری داستانهایی با نویسندگی اروین اس کوب نویسنده آمریکایی ساخته شد.